# 浦和めぐみ
浦和 めぐみ（うらわ めぐみ、1965年11月30日 - ）は、日本の女性声優。千葉県柏市出身。青二プロダクション所属。

## 略歴
青二塾東京校6期生。
『ビックリマン』のニャンニャンチアガール役で声優デビュー。

## 人物
音域は実声B-C。
声優としては、多数のアニメ、ゲームに出演している。
役柄としては、ボーイッシュな声で少年役を演じる。
趣味は料理、園芸。資格・免許は普通自動車免許。

## 出演
太字はメインキャラクター。

### テレビアニメ
1987年
- 新メイプルタウン物語 パームタウン編（女の子A、子供）
- ビックリマン（1987年 - 1988年、ニャンニャンチアガール、イージーヒッター）

1988年
- 魁!!男塾（子供A）
- トランスフォーマー 超神マスターフォース（男の子B）
- ひみつのアッコちゃん（春子）

1989年
- かりあげクン（おばあちゃん、宮川リエ、母親、ススム、田中クンの妻）

1990年
- キテレツ大百科（タヌキ、大根、子分A、クレープ屋の学生、主婦D、瀬川、おばさん）
- ちびまる子ちゃん（1990年 - 、姫子さん、音楽の先生、ルリ子、橘くん、斉藤君、山本君、みどりちゃん、折原君の妹、きょうこちゃん、まきちゃん、よし子さんのお母さん、田口、太郎くん〈初代、3代目〉、とみ子、吉田君、百恵ちゃん、前田さん、山田くんのお母さん、タロー、杉山君の母、杉山君のお姉さん 他） - 2シリーズ
- まじかる☆タルるートくん（1990年 - 1992年、両口屋是清、女子学生）
- 魔法使いサリー（1989年版）（1990年 - 1991年、おばあさん、お手伝い、けんた）
- もーれつア太郎（看護婦、ブタ松子分、トン次郎、完吉、お婆ちゃん、弟、息子）
- 私のあしながおじさん（女生徒B）

1991年
- きんぎょ注意報!（ぴーコ、文太、女生徒A）
- ゲッターロボ號（少年A）
- シティーハンター'91（リエ）

1992年
- ウルトラマンキッズ 母をたずねて3000万光年（テビー）
- 21エモン（少女）
- スーパービックリマン（1992年 - 1993年、扉、アスカ）
- 笑ゥせぇるすまん（玉腰典江、直子）

1993年
- 蒼き伝説シュート!（広瀬清隆、忍）
- GS美神（天龍童子、エンゲージ、金成木英理人のばあちゃん）
- ドラゴンボールZ（1993年 - 1996年、イレーザ、チビ恐竜、ウーブ）
- 美少女戦士セーラームーン（1993年 - 1994年、リュアクス、ハイキューン） - 2シリーズ
- 平成イヌ物語バウ（まどか）
- ムカムカパラダイス（ニカニカ、新子）

1994年
- クレヨンしんちゃん（1994年 - 1998年、東武動物ランドの女性職員B、秋風舞、ヘルメスのミカ）
- ママレード・ボーイ（桃井亮子）

1995年
- アニメ世界の童話（チビ）
- 新機動戦記ガンダムW（イリア・ウィナー）
- 忍たま乱太郎（海女A〈ちよ〉）
- ママはぽよぽよザウルスがお好き（中川ママ、星野かいと）

1996年
- 機動新世紀ガンダムX（カロン・ラット）
- ゲゲゲの鬼太郎（第4作）（1996年 - 1997年、健吾、俊彦〈少年時代〉、ミミシロ、百目の子）
- 地獄先生ぬ〜べ〜（1996年 - 1997年、栗田まこと）
- スレイヤーズNEXT（おばちゃん）
- ドラえもん（テレビ朝日版第1期）（娘）
- ドラゴンボールGT（シーラ）

1997年
- ドクタースランプ（1997年 - 1999年、空豆ピースケ、スチュワーデス、猫A）

1998年
- センチメンタルジャーニー（子供）
- まもって守護月天!（星神・虎賁）
- 遊☆戯☆王（井守はじめ）

1999年
- 週刊ストーリーランド（1999年 - 2000年、山村美代子、サラ、お手伝い、女子、工藤魔子）

2000年
- デジモンアドベンチャー02（2000年 - 2001年、火田伊織、アルマジモン / ウパモン / ツブモン / ディグモン / サブマリモン / アンキロモン / シャッコウモン、川田のりこ、メカノリモン、プニモン、カトリーヌ、マメモン 他）
- ONE PIECE（2000年 - 2023年、ロロノア・ゾロ〈少年時代〉、コアラの母、母、ホーミングの妻）

2002年
- あたしンち（2002年 - 2003年、高平ありさ、パン屋）
- 天使な小生意気（天使翼、藤木次郎、主婦、女子3、女子A、女生徒C、店員）

2003年
- 金色のガッシュベル!!（ハイド）
- 高橋留美子劇場（主婦、渡）
- 高橋留美子劇場 人魚の森（老女、女中）
- プラネテス（母親）

2004年
- ポケットモンスター アドバンスジェネレーション（カイト）
- 名探偵コナン（2004年 - 2021年、別所登志子、学生、村人A、結城夏美、小森ヒカルの母）

2005年
- しばわんこの和のこころ（しばわんこ）
- ブラック・ジャック（キャディー）

2006年
- 出ましたっ!パワパフガールズZ（ジェシー・木戸）

2007年
- ゲゲゲの鬼太郎（第5作）（2007年 - 2008年、白石、始）
- はたらキッズ マイハム組（サブロー）

2008年
- ねぎぼうずのあさたろう（2008年 - 2009年、おみや、およね）

2010年
- ハートキャッチプリキュア!（ハヤト）

2011年
- さきいか君（くさや）
- デジモンクロスウォーズ（ドラコモン、マサル） - 2シリーズ

2013年
- 京騒戯画（八幡）

2014年
- ドラゴンボール改（2014年 - 2015年、イレーザ、ウーブ）
- ワールドトリガー（2014年 - 2021年、林藤陽太郎、雷神丸） - 3シリーズ

2017年
- ドラゴンボール超（2017年 - 2018年、オグマ）
- ONE PIECE エピソードオブ東の海 〜ルフィと4人の仲間の大冒険!!〜（ロロノア・ゾロ〈少年時代〉）

2018年
- ゲゲゲの鬼太郎（第6作）（2018年 - 2020年、かわうそ）
- 爆釣バーハンター（2018年 - 2019年、島田のおばちゃん、島田のおばちゃんの妹、島田のおばちゃんの親戚、イワナ川淳二）
- キラキラハッピー★ ひらけ!ここたま（2018年 - 2019年、パトル）

2020年
- アサティール 未来の昔ばなし（2020年 - 2025年、スルタン） - 2シリーズ

2021年
- デジモンゴーストゲーム（2021年 - 2022年、コクワモン、ゲレモン）

2022年
- 名探偵コナン 犯人の犯沢さん（女性、犯沢さんの母、リカ）

2023年
- ひろがるスカイ!プリキュア（ピンクットン）

2025年
- 地獄先生ぬ〜べ〜 (2025)（まことの母）

### 劇場アニメ
1988年
- 魁!!男塾（女性客）

1990年
- ちびまる子ちゃん（マキちゃん）

1991年
- まじかる☆タルるートくん（両口屋是清）
- まじかる☆タルるートくん 燃えろ!友情の魔法大戦（両口屋是清）

1992年
- ちびまる子ちゃん わたしの好きな歌（マキ）
- まじかる☆タルるートくん すき・すき♡タコ焼きっ!（両口屋是清）

1993年
- ツヨシしっかりしなさい ツヨシのタイムマシーンでしっかりしなさい（子分C）
- ろくでなしBLUES 1993（和美）

1994年
- Dr.スランプ アラレちゃん んちゃ!!わくわくハートの夏休み（ミイラ）

1995年
- カッタ君物語
- クレヨンしんちゃん 雲黒斎の野望（吹雪丸）

1996年
- (超)劇場版! 地獄先生ぬ〜べ〜（栗田まこと）

1997年
- 劇場版 地獄先生ぬ〜べ〜 午前0時ぬ〜べ〜死す!（栗田まこと）
- 劇場版 地獄先生ぬ〜べ〜 恐怖の夏休み!! 妖し海の伝説!!（栗田まこと）
- ゲゲゲの鬼太郎 おばけナイター（洋）

1999年
- ドクタースランプ アラレのびっくりバーン（空豆ピースケ）

2000年
- デジモンアドベンチャー3D デジモングランプリ!（アルマジモン）
- デジモンアドベンチャー02 前編・デジモンハリケーン上陸!! / 後編・超絶進化!! 黄金のデジメンタル（火田伊織、アルマジモン）

2001年
- デジモンアドベンチャー02 ディアボロモンの逆襲（火田伊織、アルマジモン）

2002年
- キン肉マンII世 マッスル人参争奪! 超人大戦争（アレナンダ）

2004年
- ONE PIECE 呪われた聖剣（少年ゾロ）

2015年
- ちびまる子ちゃん イタリアから来た少年（前田さん）

2019年
- 映画 爆釣バーハンター 謎のバーコードトライアングル!爆釣れ!神海魚ポセイドン（島田のおばちゃん）

2020年
- デジモンアドベンチャー LAST EVOLUTION 絆（アルマジモン）

2023年
- デジモンアドベンチャー02 THE BEGINNING（アルマジモン）

### OVA
1987年
- JUNK BOY

1990年
- サーキットの狼II モデナの剣（女子高生B）

1991年
- スローステップ（女教師、映画館の従業員）
- 忍者龍剣伝（伝令少女）
- ロードス島戦記（女）

1992年
- 創竜伝

1993年
- ドラゴンハーフ（ダグ・フィン）

1994年
- GO!GO!ACKMAN（アックマン）

1998年
- 教科書にないッ!（草屋・姉）
- MASTERキートン（ダグラス〈少年時代〉）

1999年
- トラジマのミーめ（大山あつ子）

2000年
- 伝心 まもって守護月天!（虎賁）

### Webアニメ
- いくぜっ! 源さん（2008年、ノブ君、おばさん）
- 名探偵コナン vs Wooo（2011年、母）
- デジモンアドベンチャー 25周年記念PV「デジモンアドベンチャー-BEYOND-」（2025年、アルマジモン）

### ゲーム
1994年
- 卒業II 〜Neo Generation〜（シンディ桜井）

1996年
- ウォーザード（タオ、ヌールの子分）
- 卒業クロスワールド（シンディ桜井）

1997年
- エーベルージュ（マリエン・リースリング）
- 地獄先生ぬ〜べ〜（栗田まこと） - PS用ソフト
- 卒業 Vacation（シンディ桜井）

2003年
- ガチャフォース（ツトム、たま）

2004年
- 金色のガッシュベル!! 激闘!最強の魔物達（ハイド）
- ゼノサーガ エピソードII［善悪の彼岸］（アルベド・ピアソラ〈少年時代〉）

2005年
- ドラゴンボールZ3（ウーブ）

2007年
- テイルズ オブ ファンダム Vol.2（リース）

2008年
- クレヨンしんちゃん 嵐を呼ぶ シネマランド カチンコガチンコ大活劇!

2009年
- ちびまる子ちゃんDS まるちゃんのまち（前田さん、みどりちゃん）

2011年
- テイルズ オブ エクシリア（レティシャ）
- ドラゴンボールヒーローズ（2011年 - 2019年、ウーブ〈少年期〉） - 6作品

2012年
- テイルズ オブ エクシリア2

2014年
- クレヨンしんちゃん 嵐を呼ぶ カスカベ映画スターズ!（春日吹雪丸）

2015年
- テイルズ オブ ゼスティリア（アガサ、アカシャ、サインド、ジョン、セイア）

2016年
- テイルズ オブ ベルセリア（リーブ）

2020年
- ドラゴンボールZ カカロット（2020年 - 2024年、イレーザ、ウーブ）

2024年
- 金色のガッシュベル!! 永遠の絆の仲間たち（ハイド）
- ライブ・ア・ヒーロー!（ベイグル）

### 吹き替え
- ピノキオ（ランプウィック）※アマダ版
- ONE PIECE（2023年、少年ゾロ）

### ラジオ
- ニッポン放送 ラジベガス年末スペシャル
- 青春アドベンチャー 『ミヨリの森』（ソゲリ）
- ラジオファンタジックストーリー 『ナルニア国物語 ライオンと魔女』（エドマンド）
- ラジオドラマ 『マクロス7 トラッシュ』（ウブロ・モンターニュ）

### CD
- MC☆あくしず ドラマCD「美少女兵器 F-Xは俺の嫁!」（F-4EJ改 ファントムさん）
- 卒業&卒業II 卒業ガールズ全員集合!（シンディ桜井）
- デジモンアドベンチャー02 ベストパートナー(9) 火田伊織&アルマジモン
- デジモンアドベンチャー02 ベストパートナー「絆」(4) 火田伊織&アルマジモン

### 特撮
- ウルトラマンコスモス（コンピューター音声）

### テレビ番組
- ゴロウ・デラックス ナレーター
- 100分de名著（声の出演）
- マンガノゲンバ（NHK：番組のアシスタントキャラ・神宮前なまこの二代目担当）
- 有吉ジャポン ナレーター

### CM
- GO GO ACKMAN3
- じゃらん CMキャラクター・弟子
- 日東紅茶CM（くまのちゃたろう）
  - ロイヤルミルクティー「おいしいロイヤルミルクティーのつくりかた。」篇[40]
  - デイリークラブ「紅茶に1分ください。」篇[41]
  - デイリークラブ「紅茶をムズカしくしたのは？」篇[42]

### その他コンテンツ
- にゃらんたび（弟子・じゃらんCMのドラマ版：CSアニマルプラネット）
- 地デジカ（地上デジタルテレビジョン放送〈地デジ〉完全移行キャンペーンキャラクター）
  - 地デジCM（2009年 - 2012年）地デジカ
  - 地デジカ家族（2009年11月23日 - 27日、フジテレビ）地デジカ
  - 地デジカ家族2（2011年1月24日 - 29日、フジテレビ）地デジカ
- ブランディア（2011年）ナレーター
- AudioMovie(R) おばあちゃんの旅（2023年、母[43]）

### シリーズ一覧
1. ↑  第1期（1990年 - 1992年）、第2期（1995年 - ）
2. ↑  1stシーズン（2014年 - 2016年）、2ndシーズン（2021年）、3rdシーズン（2021年）
3. ↑  第1作（2020年）、第2作『アサティール2 未来の昔ばなし』（2024年 - 2025年）
4. ↑  『ドラゴンボールヒーローズ』（2011年）、『アルティメットミッション』（2013年）、『アルティメットミッション2』（2014年）、『スーパードラゴンボールヒーローズ』（2016年）、『アルティメットミッションX』（2017年）、『ワールドミッション』（2019年）